# Gianni Barcelloni
Gianni Barcelloni Corte (* 25. September 1942 in Ancona; † 10. Februar 2016 in Pramaggiore) war ein italienischer Filmproduzent, -regisseur und Drehbuchautor.

## Leben
Barcelloni war Produzent einiger wichtiger Filme der 1960er Jahre, darunter zwei von Pier Paolo Pasolini und inszenierte einige Dokumentationen selbst. 1980 drehte er den Spielfilm Desideria nach Alberto Moravia; im Jahr zuvor war er einmalig auch als Drehbuchautor aktiv.

## Filmografie (Auswahl)
- 1969: Der Schweinestall (Porcile) (Produzent der ersten Episode)
- 1970: Der Löwe mit den sieben Köpfen (Der leone have sept cabeças) (Produktion)
- 1980: Desideria (Desideria: La vita interiore) (Regisseur)